# Andrea Lovotti
Andrea Lovotti (Piacenza, 28 luglio 1989) è un rugbista a 15 italiano, dal 2022 pilone del Colorno.

## Biografia
Formatosi nel Gossolengo, passò dapprima per le giovanili del Calvisano e, a seguire, per l'Accademia FIR di Tirrenia; all'uscita dal centro federale fu ingaggiato dal Livorno con cui debuttò in serie A1, e nella stagione successiva fu ai Crociati di Parma in Eccellenza.
Tornato a Calvisano nel 2011, conquistò il titolo di campione d'Italia al termine della prima stagione in giallonero, e subito dopo ebbe la sua prima anticamera di maglia azzurra con l'Italia A con cui disputò la Nations Cup, esperienza ripetuta l'anno seguente.
Dopo il secondo scudetto del 2014 con Calvisano fu ingaggiato dalle Zebre, franchise di Pro12 e, nel 2015, il CT dell'Italia Jacques Brunel lo convocò come rimpiazzo alla Coppa del Mondo in Inghilterra a seguito degli infortuni di Martín Castrogiovanni e Michele Rizzo che dovettero lasciare la competizione anzitempo; nonostante la convocazione, tuttavia, Lovotti fu impiegato nel torneo; il debutto internazionale avvenne altresì pochi mesi più tardi, nel Sei Nazioni 2016 a Saint-Denis contro la Francia.
Divenuto titolare fisso in nazionale, fu incluso dal nuovo CT Conor O'Shea nella rosa italiana che prese parte alla Coppa del Mondo 2019 in Giappone.
Durante tale torneo si segnalò in negativo per un episodio in cui fu coinvolto contro il Sudafrica nella terza partita della fase a gironi: al secondo minuto della ripresa, con gli Springbok in vantaggio per 17 a 3 ma con una mischia a favore a 5 metri dalla linea sudafricana, Lovotti commise insieme al compagno Nicola Quaglio un fallo pericoloso a gioco fermo contro Duane Vermeulen sanzionato dall'arbitro Wayne Barnes con un'espulsione che lasciò l'Italia in 14 uomini e ne compromise definitivamente le residue possibilità di conseguire un risultato positivo in ottica qualificazione; successivamente Lovotti ricevette, insieme al citato Quaglio, una sospensione di tre incontri.

## Palmarès
- Campionati italiani: 2
Calvisano: 2011-12, 2013-14
- Trofei Eccellenza : 1
Calvisano: 2011-12